# Katonai szövetség
A katonai szövetség a nemzeti biztonságot magában foglaló nemzetközi egyezmény, amely keretein belül a szerződő felek közös védelmet és támogatást biztosítanak egy bekövetkező krízis kapcsán. A katonai szövetséget megkülönböztetjük a koalíciótól, hiszen utóbbi már a kialakult krízisszituáció kezelésére jön létre.
A katonai szövetségek három kategóriába sorolhatók: védelmi egyezmény, megnemtámadási szerződés, valamint antant (megegyezés). A szövetségek lehetnek titkosak (ahogy voltak 1870-1916 között) vagy nyilvánosak.
A katonai szövetségek kapcsolódnak a kollektív biztonsági rendszerekhez, de természetükben eltérhetnek. Az 1950-es években az Egyesült Államok Külügyminisztériuma egy memorandumában kifejtette, hogy történelmileg a katonai szövetségek a részes államok nemzeti érdekeinek biztosítása érdekében, valamint  a felek valamelyikének háborús involválódása esetén, közös katonai fellépésre kötődtek. Amíg a kollektív biztonsági szerződések nem irányulnak senki ellen, a katonai szövetségek az agresszió ellen védenek. Nem kísérli meg megváltoztatni a hatalmi egyensúlyt, de elvi támogatást nyújt.
Az államok egyértelmű motivációja a katonai szövetségek létrehozásával, hogy megvédjék magukat más államok fenyegetésével szemben. Mindamellett az államok katonai szövetségekben részt vehetnek kapcsolataik javítása érdekében, vagy más állammal való konfliktusuk rendezése érdekében.
A katonai szövetségek természete, beleértve az összetételüket és kohéziós erejüket, számos akadémiai tanulmány tárgyaként szolgált és szolgál a jelenben is.
Egy 2019-es tanulmány szerint, a katonai szövetségek túlnyomó része az 1870 és 1916 közötti időben titkos volt. A századfordulón keletkezett feltűnően sok titkos szerződést a tanulmány azzal magyarázza, hogy egy ilyen szerződés kötése további titkos egyezmények megkötéséhez vezetett. A titkos szerződések elterjedését indokolja, hogy egy nyilvános szerződés minden állam számára sokkal értékesebb és egyértelműen felülírja a titokban kötött szerződéseket.

## Európai történetírás
Európai történelmi kontextusban a katonai szövetségek tekinthetőek független államok között létrehozott ligának, melynek keretében közös támadásokra vagy védelemre szerződtek az államok. A szerződések gyakorta konkrét célokban határozták meg a szövetségek feladatait. (pl.: az 1668-as Hármas Szövetség Nagy-Britannia, Svédország, Hollandia között és az 1689-es Nagy Szövetség a Német-Római Birodalom, Hollandia, Anglia, Oroszország, Poroszország között is XIV. Lajos francia király ellen irányultak) A napóleoni háborúk során kötött koalíciós szerződések (Nagy-Britannia, Oroszország, Poroszország, Ausztria és egyéb kisebb államok között) célja kifejezetten Napóleon hatalmának megdöntése és a francia uralkodó család, a Bourbonok restaurációja volt. Az 1882-es Hármas Szövetség, Németország, az Osztrák–Magyar Monarchia és Olaszország között az európai béke megvédésére jött létre egy esetleges francia vagy orosz agresszióval szemben.
Fellelhetőek olyan katonai szerződések is az európai történelemben, melyek sokkal mélyebb, átfogóbb céllal és tartalommal jöttek létre. Példának okáért a Szent Szövetség 1815-ben megkísérelte megvédeni Európát a további forradalmaktól és fenntartani az európai monarchiák uralmát. 
A Szent Szövetség szerződésben rendelkezett többek közt arról, hogy a nagy monarchiák találkozókat fognak tartani és együtt oldják meg országaik és a kontinens problémáit. A bécsi kongresszus ezen határozatával intézményesült az európai koncert, a hatalmak társulása a kontinens nyugalmának megóvása érdekében. Alapvetőleg ahhoz, hogy egy katonai szövetség hatékony és sikeres legyen, pontosan lehatárolt célokkal kel rendelkeznie, melyeket a szerződő államok érdekei jelölnek ki. Európa „erkölcsi szövetsége”, ahogy gróf Karl Nesselrode nevezte, egy hatékony kísérlet volt a béke intézményesítésére a napóleoni háborúk után. Azonban hiába teremtett precedenst a nagyhatalmak vezetőinek rendszeres találkozásával és tárgyalásával, az alapvető békét fenyegető ügyek tekintetében, nem sikerült a XIX. század Európájában sokáig fenntartania a hatalmi egyensúlyt.